# 凱克斯堡飛碟墜毀事件

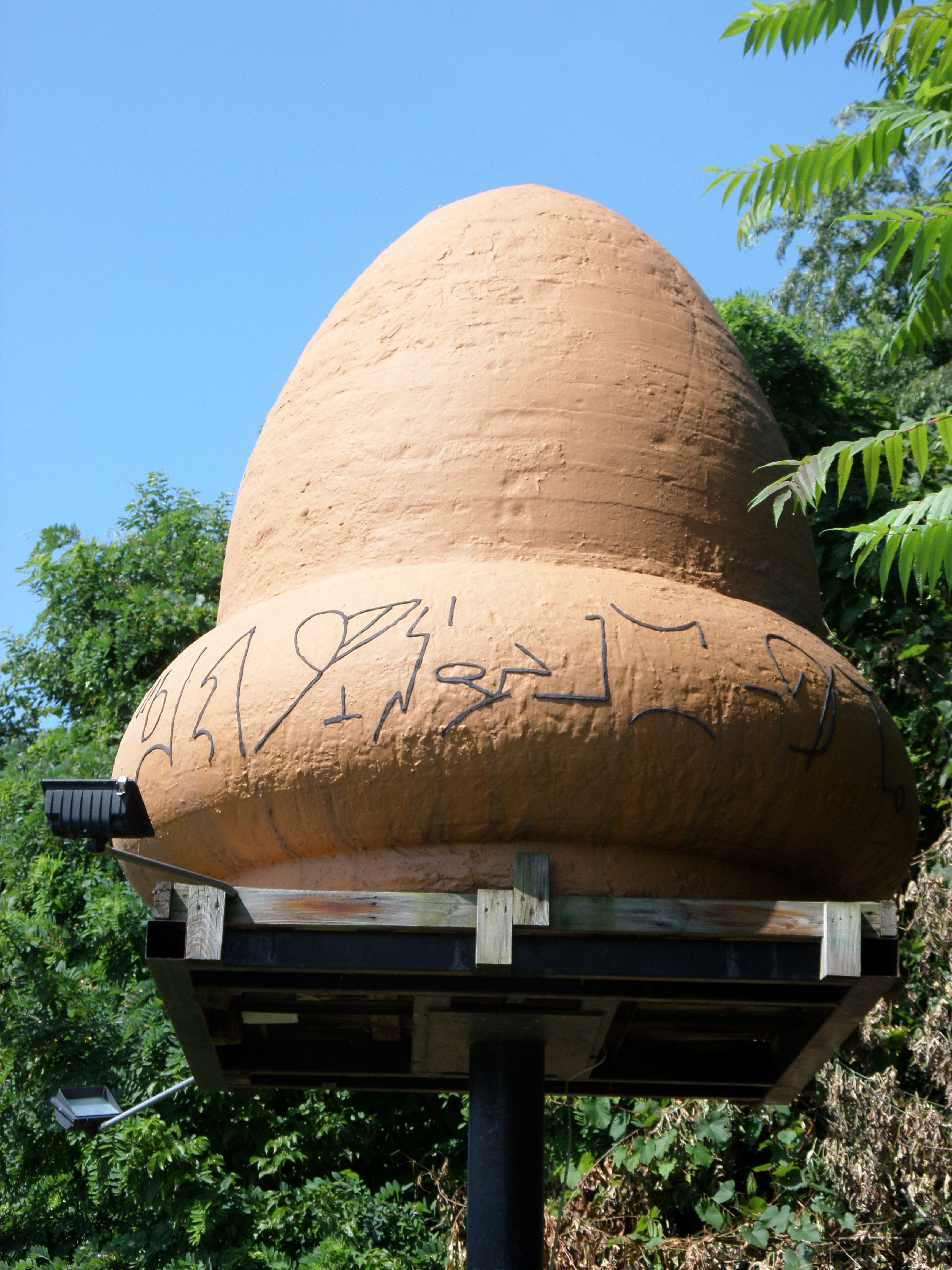
根據墜毀物體製作的模型，原本是為了《未解之谜》節目效果，位於凱克斯堡消防隊旁邊。

40°11′10″N 79°27′47″W / 40.18613°N 79.46295°W
凱克斯堡飛碟墜毀事件（英語：Kecksburg UFO incident）是1965年12月9日北美东部时区下午五點發生在美国宾夕法尼亚州凱克斯堡的不明飞行物墜毀事件，墜毀在當地東北部的樹林裡，當時美國有六個州與加拿大的居民都有目擊墜落的火球，劃過底特律與溫莎的天空。天文学家認為該不明飛行物很可能只是一顆火流星。NASA在2005年發表聲明，經過專家檢驗，表示在當地發現的碎片是來自苏联的衛星，但是相關資料與記錄在1987年遺失，也回應表示會依法院命令與資訊自由法要求找回相關資料。這起事件在流行文化與幽浮學領域都廣為人知，不管是外星太空載具或是宇宙96號都有多種推測，也被稱為「賓州的羅斯威爾」。

## 初步報告
1965年12月9日晚上，美國至少有六個州與加拿大安大略省的居民都目擊到巨大明亮的火球，劃過底特律與安大略省溫莎的天空。高溫高熱的金屬碎片掉落在密西根州與俄亥俄州北部，以及引發的草地火災，還有匹茲堡都會區的声爆，這些現象都歸因於火球。

## 學術期刊

### 天空與望遠鏡
有幾篇關於火球的學術文章發表在《天空與望遠鏡雜誌》。在1966年2月發表的文章報告表示，北部東部時區下午約4點44分左右，從美國底特律到加拿大溫莎地區都有居民目擊火球。美国联邦航空管理局在下午4點44分起開始收到來自多位飛行員的23次回報。底特律西南方25英里處的地震儀記錄到火球穿越大气层所產生的衝擊波。分析的結論是「火球的路徑大概是從西北方延伸到東南方」，而且「在伊利湖西邊區域或是附近結束」。

### 加拿大皇家天文學會
有兩位天文學家在1967年《加拿大皇家天文學會期刊》發表一篇文章，地震儀記錄到的時間點是下午4點43分。他們還有去底特律北部的兩個不同地點拍攝不明飛行物，利用三角測量計算不明飛行物的飛行路徑。分析的結論是「火球以陡峭的角度急劇降落，從西南往東北方移動，很可能撞擊到安大略省溫莎附近伊利湖的西北岸」。

## 新聞媒體
| 時間 | 影片名稱 | 影片名稱                         | 說明               |
| ---- | -------- | -------------------------------- | ------------------ |
| 1990 | U        | 《未解之谜》                     | 第3季第1集         |
| 2003 | T        | 《新羅斯威爾：凱克斯堡事件》     | Syfy電視頻道紀錄片 |
| 2008 | N        | 《納粹飛碟陰謀》                 | 探索頻道歷史紀錄片 |
| 2009 | U        | 《UFO猎人：外星人墜毀》          | 歷史頻道紀錄片     |
| 2011 | A        | 《遠古外星人：外星人與第三帝國》 | 歷史頻道紀錄片     |
| 2014 | I        | 《尋找外星人：納粹時間旅行者》   | 歷史2頻道紀錄片    |
| 2019 | T        | 《浩瀚的夜晚》                   | 電影               |
| 2021 | U        | 《飛碟目擊者：外星人墜毀秘密》   | 第1季第2集         |

## 外部連結
- 賓州凱克斯堡的不明飛行物墜毀事件，1965年12月9日五大湖的火球 - debunker.com （页面存档备份，存于）
- 太空橡實 - 1965年不明飛行物 - RoadsideAmerica.com （页面存档备份，存于）
- 賓州凱克斯堡的不明飛行物墜毀事件 - UFOcasebook.com （页面存档备份，存于）